# Trappistenkloster Nsugbe
Das Trappistenkloster Nsugbe ist seit 2000 ein nigerianisches Kloster der Trappisten in Nsugbe, Anambra, Erzbistum Onitsha.

## Geschichte
Seit 1967 wünschte der Erzbischof von Onitsha und spätere Kardinal Francis Arinze an seinem Bischofssitz ein Zisterzienserkloster und wandte sich zu dem Behufe an die Trappistenabtei Bamenda. Aber erst 1986 kam es zu einer Vorgründung des Klosters Our Lady of the Angels („Unsere Liebe Frau von den Engeln“) am Ostrand von Onitsha, die 2000 mit Unterstützung der Trappistenabtei Nunraw in eine echte Gründung (mit Noviziat) überführt und 2006 zum Priorat erhoben wurde.

## Obere und Prioren
- Marius Okoye (2000–2002, 2006–2007)
- Stephen Wara-Angu (2002–2006)
- Bonaventure Ogbona (2007–2009)
- Raphael Ndubuese (2009–2011)
- Robert Ezike (2011–)